# Afonso Martins
Afonso Paulo Martins da Agra (11 de abril de 1973) é um ex-futebolista profissional português que atuava como médio.

## Carreira
Afonso Martins representou a Seleção Portuguesa de Futebol, nas Olimpíadas de 1996, que terminou em quarto lugar, ele marcou dois gols no evento. 